# 細川氏春
細川 氏春（ほそかわ うじはる）は、南北朝時代の武将。淡路国守護。細川淡路守護家2代当主。

## 略歴
細川師氏の子として誕生。正平3年/貞和4年（1348年）に父が死去したため、家督を継いで淡路守護となった。
正平16年/康安元年（1361年）に細川清氏が佐々木道誉らに讒言されて2代将軍・足利義詮によって追討令が出されたために清氏が南朝に降伏すると、それに従って南朝に降伏する。そして同年末には清氏と共に北朝方を破って京都を占領するに至った。
その後、幕府の巻き返しにあって敗北し、正平17年/貞治元年（1362年）に清氏と共に讃岐国に渡海して再挙を図ったが、ここで幕命を受けた従兄弟の細川頼之に攻撃を受け清氏が戦死すると、程なくして氏春は幕府に降伏し、淡路守護に再任された。
その後は幕府方の武将として文中2年/応安6年（1373年）には河内国で南朝勢力と戦い、武功を挙げた。元中4年/嘉慶元年（1387年）、死去。
淡路守護家は子・満春が継ぎ、代々細川氏の有力な分家の一つとして存続したが、戦国時代初期の尚春の時代に三好氏によって滅ぼされ断絶した。